# The Loco-Motion
«The Loco-Motion» — популярный танцевальный хит, сочинённый Кэрол Кинг и Джерри Гоффином в 1962 году и впервые записанный певицей Литтл Ивой. 
Мировую известность песня приобрела благодаря многочисленному количеству кавер-версий, записанных самыми разнообразными музыкантами в самых разнообразных стилях. Она звучит во многих фильмах; в частности, под неё танцуют герои сюрреалистического фильма Дэвида Линча «Внутренняя империя».
Песня является одной из девяти, достигавших первого места в американских чартах в двух разных исполнениях (кроме того, в исполнении Кайли Миноуг в 1988 году песня достигла 3-й позиции).

## Название и танец
«The Loco-Motion» — это песня для группового танца, аналогичными в этом смысле являются популярные «Летка-енка», «Ламбада», «Макарена». Распространена городская легенда о том, что танец появился раньше (или по крайней мере, вместе с песней), якобы Кэрол Кинг играла дома музыку, а Литтл Ива, работающая у них няней, начала танцевать и подпевать, и таким образом родился танец. Однако Кинг после смерти певицы опровергла эту легенду.
Название песни обозначает придуманное искусственно название некоего танца, который призывает танцевать исполнитель песни (Come on baby, do the Loco-Motion, рус. Давай, детка, танцуй Loco-Motion). Название танца, если его читать без дефиса, переводится как рус. передвижение; способность передвижения, с дефисом же представляет собой сочетание двух слов: Loco, в американском сленге рус. чокнутый, от испанского Loco — рус. помешанный, сумасшедший и Motion рус. движение, совокупность движений.
В названии заключён каламбур со словом «локомотив», о чём свидетельствует и текст песни, и оформление конверта сингла, на котором впервые вышла песня. Использование таких, искусственно придуманных слов, или не имеющих смысла, или наоборот, двусмысленных, было весьма характерно для бабблгам-попа.

## История песни и известные релизы
Песня была написана Кэрол Кинг и Джерри Гоффином для няни Кэрол — Евы Бойд, исполнившей песню под псевдонимом Литтл Ива («Маленькая Ева»). Песня, выйдя на лейбле Dimension Records (кстати, став первым релизом компании) моментально взлетела в хит-парадах, став одним из шести наиболее успешных синглов 1962 года. В США она 25 августа 1962 года заняла 1 место в Billboard Hot 100, продержавшись там 9 недель, в Великобритании добралась до 2 места в хит-параде синглов, а в Канаде и Норвегии сингл занял 1 место
Интересно, что песня вышла в США в июне 1962 года, а уже в сентябре 1962 года в Великобритании вышла кавер-версия песни в исполнении британской девичьей группы Vernons Girls, и эта версия добралась до 47 места в хит-параде Великобритании; версия же Евы Бойд, перевыпущенная десятью годами позднее, добралась тогда до 11 места.

### Grand Funk Railroad
В 1974 году американская хардрок-группа Grand Funk Railroad записали кавер-версию песни, выпущенную на сингле к альбому Shinin' On. Данный вариант песни занял 1 место в Billboard Hot 100, продержался там 10 недель, а также достиг 5 места в Австралии, 7 — в Австрии, 1 — в Канаде и 11 — в Германии.

### Кайли Миноуг

Австралийское издание сингла Кайли Миноуг

Британское издание сингла Кайли Миноуг

В 1987 году «The Loco-Motion» стала дебютной работой молодой австралийской певицы Кайли Миноуг. Впервые она была выпущена синглом 28 июля 1987 года в Австралии, Швеции и Италии под названием «Locomotion» и быстро взлетела в этих странах, со временем получив в Австралии трижды платиновый статус. Это позволило молодой певице подписать контракт с PWL Records в Лондоне, и перевыпустить песню (под оригинальным названием «The Loco-Motion») в Великобритании (28 июля 1988 года) и позднее в США.
В Великобритании песня стартовала со второго места в чарте синглов — абсолютный рекорд среди исполнителей женщин, сохраняла место в течение четырёх недель, став с продажами в 440 000 копий 11 наиболее продаваемым синглом года и получив впоследствии золотой статус.
В США песня стартовала с восьмого места в Billboard Hot 100, и позднее переместилась на третье, всего в находилась в хит-параде 24 недели, также впоследствии получив золотой статус. В Канаде песня добралась до 1 места и стала платиновой. По всему миру песня занимала высокие строчки в хит-парадах, получив первые места в хит-парадах Бельгии, Финляндии, Ирландии, Израиля, Японии и Южной Африки.
Интересно что, в 2010 году данная версия подверглась критике со стороны музыкального обозревателя AOL Radio Мэттью Вилкенинга, который поместил её на 32 место в списке худших песен.

## Иные исполнители
Песня обрабатывалась и записывалась ещё многими музыкантами, хотя и не получила в их исполнении той известности, какую получили вышеприведённые версии
Приведён список наиболее известных исполнителей композиции:
| Год  | Исполнитель                                                 | Альбом                                                 | Примечания                                                       |
| ---- | ----------------------------------------------------------- | ------------------------------------------------------ | ---------------------------------------------------------------- |
| 1962 | Сильви Вартан                                               | Sylvie                                                 | С названием Le Locomotion, достигла 1 места в хит-параде Франции |
| 1962 | Шелли Фабарес                                               | The Things We Did Last Summer                          | -                                                                |
| 1963 | The Chiffons                                                | One Fine Day                                           | -                                                                |
| 1963 | Ришар Антони                                                | On twiste sur le locomotion                            | С названием On twiste sur le locomotion                          |
| 1973 | Пуг Рогефельд                                               | Pugh on the Rocks                                      | С названием Ångmaskinen                                          |
| 1980 | Кэрол Кинг                                                  | Pearls: Songs of Goffin and King.                      | альбом с песней достиг 44 места                                  |
| 1983 | Майк Лов и Дин Торренс                                      | -                                                      | -                                                                |
| 1983 | Пола Энн Бланд                                              | -                                                      | версия, исполненная в сериале Grange Hill                        |
| 1985 | The Raymen                                                  | Going Down To Death Valley                             | с названием Locomotion                                           |
| 1986 | ELP                                                         | Emerson, Lake & Powell                                 | инструментальная версия                                          |
| 1986 | Дэйв Стюарт и Барбара Гэскин                                | The Locomotion                                         | 70 место в хит-параде Великобритании                             |
| 1992 | Ла Тойя Джексон                                             | Formidable                                             |                                                                  |
| 1994 | Чарли Гарсия                                                | La Hija de la Lagrima                                  |                                                                  |
| 2000 | Atomic Kitten (Лиз Макклэрнон, Керри Катона и Хайди Рэйндж) | Access All Areas: Remixed & B-Side и сингл Whole Again |                                                                  |
| 2001 | Fancy                                                       | Locomotion                                             | песня в оригинальной аранжировке                                 |
| 2005 | Кэрол Кинг                                                  | The Living Room Tour                                   | альбом с песней достиг 17 места                                  |